# Ивана (муниципалитет)

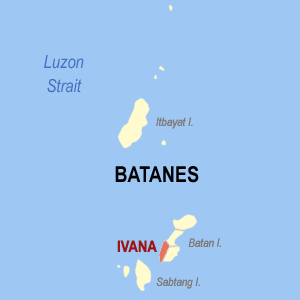

Ивана (таг. Bayan ng Ivana) — муниципалитет 6-го класса на территории филиппинского региона Долина Кагаян. Входит в состав провинции Батанес.

## Географическое положение
Муниципалитет находится в юго-западной части острова Батан, на расстоянии приблизительно 645 километров к северо-северо-востоку (NNE) от столицы страны Манилы и занимает площадь 16,54 км². Абсолютная высота одноимённого посёлка — 72 метра над уровнем моря.

## Население
По данным Национального статистического управления Филиппин численность населения муниципалитета в 2010 году составляла 1249 человек.

## Транспорт
Ближайший аэропорт расположен на территории муниципалитета Баско.

## Административное деление
Территория муниципалитета административно подразделяется на 4 барангая:
- Radiwan
- Salagao
- San Vicente
- Tuhel